# Kamiyonanayo
W mitologii japońskiej, Kamiyonanayo (jap. 神世七代; "Siedem pokoleń Wieku Bogów) to siedem pokoleń kami, które pojawiło się po powstaniu Nieba i Ziemi.
Według Kojiki, bóstwa te pojawiły się po Kotoamatsukami. Pierwsze dwie generacje były hitorigami, a następne pięć powstało z damsko-męskich par kami: męskich bóstw oraz ich sióstr, które były jednocześnie żonami. W sumie Kamiyonanayo według tej kroniki składa się z 12 bóstw
W przeciwieństwie do kroniki Nihon-shoki wskazuje, że grupa ta powstała pierwsza po stworzeniu wszechświata. Stwierdza również, że pierwsze trzy pokolenia bóstw były hitorigami i że inne pokolenia bóstw były parami płci przeciwnej. Wreszcie Nihon-shoki używa innej pisowni nazw wszystkich bóstw.
Ostatnie pokolenie zostało uformowane przez Izanagi i Izanami, którzy byli parą, która była odpowiedzialna za stworzenie Archipelagu Japońskiego (Kuniumi) i była źródłem innych bóstw (Kamiumi).

## Lista bóstw
| Gen. | Imię według Kojiki                                                          | Imię według Nihon-shoki                                               |
| ---- | --------------------------------------------------------------------------- | --------------------------------------------------------------------- |
| 1    | Kuni-no-tokotachi-no-kami (jap. 国之常立神)                                 | Kuni-no-tokotachi-no-mikoto (jap. 国常立尊)                           |
| 2    | Toyo-kumo-no-no-kami (jap. 豊雲野神, Toyo-kumo-no-no-kami)                  | Kuni-no-satsuchi-no-mikoto (jap. 国狭槌尊)                            |
| 3    | U-hiji-ni (jap. 宇比邇神) i Su-hiji-ni (jap. 須比智邇神)                    | Toyo-kumo-nu-no-mikoto (jap. 豊斟渟尊)                                |
| 4    | Tsunu-guhi (jap. 角杙神) i Iku-guhi (jap. 活杙神)                           | U-hiji-ni (jap. 泥土煮尊, U-hiji-ni) and Su-hiji-ni (jap. 沙土煮尊)   |
| 5    | Ō-to-no-ji (jap. 意富斗能地神) i Ō-to-no-be (jap. 大斗乃弁神)               | Ō-to-no-ji (jap. 大戸之道尊, Ō-to-no-ji) i Ō-to-ma-be (jap. 大苫辺尊) |
| 6    | Omo-daru (jap. 淤母陀琉神, Omo-daru) i Aya-kashiko-ne (jap. 阿夜訶志古泥神) | Omo-daru (jap. 面足尊, Omo-daru) i Kashiko-ne (jap. 惶根尊)           |
| 7    | Izanagi (jap. 伊邪那岐神, Izanagi) i Izanami (jap. 伊邪那美神)              | Izanagi (jap. 伊弉諾尊, Izanagi) i Izanami (jap. 伊弉冉尊, Izanami)   |